# تسويق تعاوني
التسويق التعاوني (التسويق التعاوني) عبارة عن أسلوب تسويق تتعاون فيه اثنين من الشركات مع قنوات توزيع منفصلة، وتشمل في بعض الأحيان تقاسم الربح. وكثيرًا ما يتم الخلط بين التسويق التعاوني والترويج التعاوني.
يصف التسويق التبادلي الأسلوب الذي يتبادل فيه اثنتان من الشركات أو الكيانات الفردية قنوات التسويق لتحقيق منفعة متبادلة. لا يتم إنشاء أي منتج جديد أو خدمة أو علامة تجارية هنا.
أمثلة:
- تبادل العلامات أو الروابط
- «علامة إنتل» على أجهزة الكمبيوتر

يصف التسويق التعاوني الأسلوب التي تُنشئ فيه اثنتان من الشركات منتجًا جديدًا أو خدمة أو علامة تجارية جديدة بصورة مشتركة ويطورونها سويًا (وعادة ما يروجون لذلك مشتركين).
أصبح التسويق التعاوني في الآونة الأخيرة من الموضوعات البارزة جدًا في صناعة الترفيه. وعادة ما يؤدي هذا إلى إنشاء شراكات بين العلامات التجارية وشركات الترفيه مثل العروض التليفزيونية والأفلام والأعمال الموسيقية.
أمثلة:
وضع كل من *أبل ونايكي معًا خدمة جديدة للـعدائين
شراكة *أوميغا وجيمس بوند للترويج للأفلام وساعات الشركة
- وهناك شركات متخصصة في التسويق التعاوني للترفيه مثل إس إم سي جروب، وقد تفاوضت على عدد من الصفقات بما في ذلك «ألكسندرا بورك» و«شور ديودرانت» و«شاغي» و«لوجيتك ألتيميت إيرز»

## التسويق (التكاملي) التعاوني
التسويق التعاوني: التسويق (التكاملي) التعاوني هو أسلوب تسويقي يتعايش فيه كل من الشركة والمستهلك أو الدولة والدولة أو البشر والطبيعة. طراز البوصلة ７Cs عبارة عن إطار عمل خاص بالتسويق التعاوني: التسويق (التكاملي) التعاوني.
- سي وان مؤسسة تجارية  - أصل الأربعة سي هي المؤسسة التجارية، بينما أصل الأربعة بي هو العملاء المستهدفين في عمليات الهجوم أو الدفاع. C-O-S (منظمة ومنافس وصاحب الشأن) داخل المؤسسة التجارية. وعلى الشركة التفكير في الامتثال والمساءلة على أنهما من الأمور المهمة.

العناصر الأربعة للبوصلة طراز７Cs كالتالي:
- - المنهج الرسمي في هذا هو أن التركيز في مزيج تسويقي على العميل معروف باسم الأربعة سي (السلعة والتكلفة والقناة والاتصال) في البوصلة طراز ７Cs. ويوفر طراز الأربعة سي الإصدار المركزي للـالطلب/العميل البديل لطراز الأربعة بي المعروف الخاص بالعرض (المنتج والسعر والمكان والترويج) لإدارة العملية التسويقية.
    - المنتج → السلعة
    - السعر	→ التكلفة
    - المكان	→ القناة
    - الترويج → الاتصال
- السي الثانية السلعة - (المعنى الأصلي للكلمة اللاتينية: سلعة = متوافق): المنتج من أجل العملاء والمواطنين. لا يوجد منتج في الخارج.
- السي الثالثة التكلفة - (ترجع في الأصل إلى الكلمة اللاتينية: التكلفة = التضحيات): تكلفة الإنتاج وتكلفة البيع وتكلفة الشراء والتكفة الاجتماعية.
- السي الرابعة القناة - (المعنى الأصلي قناة): تدفق السلع: قنوات التسويق.
- السي الخامسةالاتصال - (المعنى الأصلي في اللغة اللاتينية: الاتصال=تقاسم المعنى): الاتصال التسويقي: لا يقوم بالترويج للسلع.

بوصلة المستهلكين والظروف (البيئة) كالتالي:
- السي السادسةالمستهلك - (إبرة البوصلة نحو المستهلك)

ويمكن تفسير العوامل المرتبطة بالمستهلكين عن طريق الحرف الأول الاتجاهات الأربعة الخاصة بنموذج البوصلة: 
- - N = الاحتياجات
  - W = الرغبات
  - S = الأمن
  - E = التعليم:(تعليم المستهلك)
- السي السابعة الظروف - (إبرة البوصلة نحو الظروف)

إضافة إلى المستهلك، هناك عوامل بيئية مختلفة خارجية لا يمكن السيطرة عليها تحيط بالشركات. ويمكن تفسيرها عن طريق الحرف الأول الاتجاهات الأربعة الخاصة بنموذج البوصلة:
- - N = وطني ودولي
  - W = الطقس
  - S = الأمور الاجتماعية والثقافية
  - E = اقتصادية

## وصلات خارجية
- http://www.scs.unr.edu/~khalilah/eMarketing.pdf نسخة محفوظة 24 أغسطس 2009 على موقع واي باك مشين. The Marketing Mix of IMC.
- http://www.josai.ac.jp/~shimizu/essence/Professor%20Koichi%20Shimizu's%207Cs%20Compass%20Model.html نسخة محفوظة 5 أكتوبر 2015 على موقع واي باك مشين. 7Cs Compass model(1979)in Japan
- http://www.ppbmag.com/Article.aspx?id=1981 Four P’s, Four C’s And The Consumer Revolution.
- http://atomictango.com/2010/02/16/marketing-mix/
- http://businesscasestudies.co.uk/business-theory/marketing/marketing-mix-price-place-promotion-product.html Marketing Mix Theory The Times 100 Business Case Studies.